# David Copperfield (film 1983)
David Copperfield – australijski film animowany z 1983 roku będący ekranizacją powieści Karola Dickensa o tej samej nazwie. 

## Obsada (głosy)
- Ross Higgins
- Phillip Hinton
- Robyn Moore
- Judy Nunn
- Moya O’Sullivan
- Robin Stewart
- John Stone

## Wersja polska
Wersja z angielskim dubbingiem i polskim lektorem.
- Wersja polska: Studio Sonoria
- Tekst: Beata Kozikowska
- Czytał: Piotr Borowiec